# Ectropis incertaria
Ectropis incertaria är en fjärilsart som beskrevs av Otto Staudinger 1897. Ectropis incertaria ingår i släktet Ectropis och familjen mätare. Inga underarter finns listade i Catalogue of Life.